# Paparazzi (Lady Gaga)
Paparazzi è un singolo di Lady Gaga, pubblicato il 6 luglio 2009 come quinto estratto dal primo album in studio The Fame.
Ha raggiunto la prima posizione in Germania, Polonia e Repubblica Ceca, ma ha riscosso molto successo in tutto il mondo, specialmente in Australia, Italia e Canada.

## Descrizione
Scritto da Rob Fusari e dalla stessa Lady Gaga, il brano delinea i patimenti di Gaga per bilanciare successo e amore, ed in particolare è dedicato al suo compagno d'epoca, Lüc Carl.
Durante un'intervista, Poiché Ron Slomowicz di About.com ha parlato di diverse interpretazioni del singolo, Gaga ha risposto:

Beh, sono molto lieta che vi siano distinte interpretazioni, è stata proprio questa l'idea. Il brano ruota attorno a cose diverse – discute sui miei quesiti, desidero la fama o desidero l'amore? Parla anche di come corteggi i paparazzi per farli innamorare di me. Parla della prostituzione dei media. È una canzone d'amore dedicata alle cineprese, ma è anche una canzone d'amore dedicata alla fama o all'amore – puoi averli tutti e due, o puoi averne solo uno?

Paparazzi presenta una struttura up-tempo simile ai precedenti singoli Just Dance e Poker Face, che avanza con un ritmo passionale. Il brano ha un moderato groove electro-synth e si pone nella tonalità di Do minore con un tempo di 115 battiti per minuto.

## Video musicale
Il video è un piccolo film diretto da Jonas Åkerlund, interpretato dalla stessa Lady Gaga e dall'attore svedese Alexander Skarsgård. Le riprese sono state eseguite il 13 aprile 2009 a Villa De Leon, un'imponente villa affacciata sul mare, nel distretto di Bel Air. Ha debuttato il 4 giugno 2009 nel Regno Unito e in Irlanda su Channel 4. A causa delle continue speculazioni e pubblicazioni abusive del video, durante il suo tour in Australia, Gaga ha pubblicato un messaggio sul suo account di Twitter in cui chiedeva di attendere il suo consenso prima che il video venisse ufficialmente distribuito.
All'indomani del suo debutto negli Stati Uniti e in Inghilterra, il video ha suscitato serie polemiche a causa dei suoi contenuti sessuali e violenti, incappando così ad una inevitabile censura. Su YouTube infatti la clip è presente sia in versione censurata che in versione integrale. In Italia il video non è mai andato incontro ad una censura, anzi, ha riscosso un buon successo, facendo risalire la posizione dell'album nelle classifiche.
Gli abiti della cantante nel video vennero curati dalla moglie del regista, Bea Åkerlund.

### Sinossi
Il video racconta le questioni personali e la vita d'una donna ricca e famosa (Lady Gaga), che deve fare i conti con il lato negativo della celebrità. Il video inizia con l'apertura di un cerchio al centro dello schermo, da dove vengono mostrati gli esterni e interni d'una villa, da dove inizia la storia. Lady Gaga si trova in intimità con un suo presunto fidanzato. I dialoghi si svolgono in svedese, con sottotitoli in inglese; dapprima lei gli pone la seguente domanda:"Do you love me?", cioè: "Mi ami?" e lui risponde: "Of course, I love you" cioè: "Certo che ti amo"; poi lui, dopo averla baciata un po' e dopo che lei si è posta sopra di lui, le dice: "Come here." "Vieni qui", si alza, le toglie la giacca in pelle (continuando sempre a baciarla), la prende in braccio e la conduce fuori in terrazza. L'uomo l'ha portata lì per essere a favore di telecamera e per poter essere immortalato dai paparazzi che sono nascosti fuori dalla villa. Quando Gaga si rende conto di essere vittima dei paparazzi (e da qui il titolo del singolo) e che il suo amante ne è complice, tra i due nasce una colluttazione e lei viene spinta e buttata giù dalla terrazza. Secondo la rivista Rolling Stone l'episodio è un omaggio al film di Alfred Hitchcock, La donna che visse due volte. Lady Gaga non muore, ma rimane in sedia a rotelle ed esce quindi sul giornale la sua condizione di paralizzata. La scena si sposta quindi sulla cantante che, da dentro una limousine nera, viene presa in braccio dai ballerini e posta su una sedia a rotelle, viene condotta all'interno di una abitazione e lentamente spogliata a ritmo di musica. Dopo essere stata presumibilmente vestita, i ballerini si spostano da davanti alla telecamera e Lady Gaga, munita di due stampelle e vestita con una sorta di armatura dorata molto corta, tenta di alzarsi dalla sedia a rotelle e di camminare circondata da ballerini e ballerine. Si vede poi la cantante con un abito nero e scollato in lattice, che comincia a cantare su un divano, illuminata da un faro e si alternano scene di modelle morte in vari modi. La sequenza si sposta poi a Lady Gaga che amoreggia su un divano con tre ragazzi (sono i cantanti americani che formano un gruppo chiamato Snake Of Eden). Viene in seguito mostrata Lady Gaga che balla una coreografia di Laurie Ann Gibson al centro d'una stanza illuminata da dei lampadari, vestita con un abito per metà tuta aderente e per metà abito stile ottocentesco.
Nel ritornello finale, Lady Gaga, ritratta incolume con una tuta gialla, ornata da piccole teste nere che ricordano Mickey Mouse e con occhiali da sole circolari, siede accanto al fidanzato di inizio video con un occhio bendato su un divano, ed insieme impegnati nella lettura di riviste. Una cameriera, forse complice dell'imminente omicidio, entra nella stanza e posa su un tavolino un vassoio contenente dei cocktail. Lady Gaga si alza, posa la rivista, si dirige verso il tavolino e versa dell'arsenico, contenuto nel suo anello, in un cocktail, misto a cubetti di ghiaccio. Mescola la bevanda con un cucchiaino e, vibrante di gioia, l'assaggia impudentemente per poi offrirla all'incosciente fidanzato che muore avvelenato nel giro di pochi secondi. Gli mette i suoi occhiali da sole e chiama il 911 per costituirsi. Viene infine arrestata e portata in centrale sotto l'obiettivo spietato della stampa scandalistica. Viene quindi schedata e fotografata (queste immagini sono in bianco e nero) dalla polizia con il numero di matricola con tre espressioni diverse, ognuna diretta e singola. Poi se ne va, e il cerchio dell'inizio della clip invade lo schermo chiudendosi con un ultimo colpo di suono.
Esiste la continuazione di Paparazzi intitolata Telephone cantata da Lady Gaga in coppia con Beyoncé. Il video riprende esattamente da dove era stato lasciato, cioè da quando Lady Gaga viene portata in carcere per aver ucciso il suo fidanzato.

### Versione alternativa
Oltre alla versione del video già citata, ne esiste una seconda, inedita, che presenta alcune scene totalmente differenti. Nella seconda strofa, in particolare, Lady Gaga indossa un elegante costume viola e celeste con una cintura di proiettili a tracolla, una parrucca viola ed è seduta in groppa ad un cavallo a pois dalla chioma viola; poco prima del ritornello, la cantante sprona l'animale con un gesto della mano.

## Premi
Il video ha totalizzato cinque nomination agli MTV Video Music Awards 2009, tutte nelle categorie artistiche della cerimonia: Miglior scenografia, Miglior regia, Miglior montaggio, Miglior fotografia e Migliori effetti speciali. Lady Gaga è uscita vincitrice dalla serata con i premi per la Miglior scenografia e i Migliori effetti speciali. Paparazzi è stato premiato anche come Miglior Video Internazionale agli UK Music Video Awards. Il video ha inoltre ricevuto la certificazione Vevo, avendo superato le 100 milioni di visualizzazioni su YouTube e Vevo.

## Accoglienza

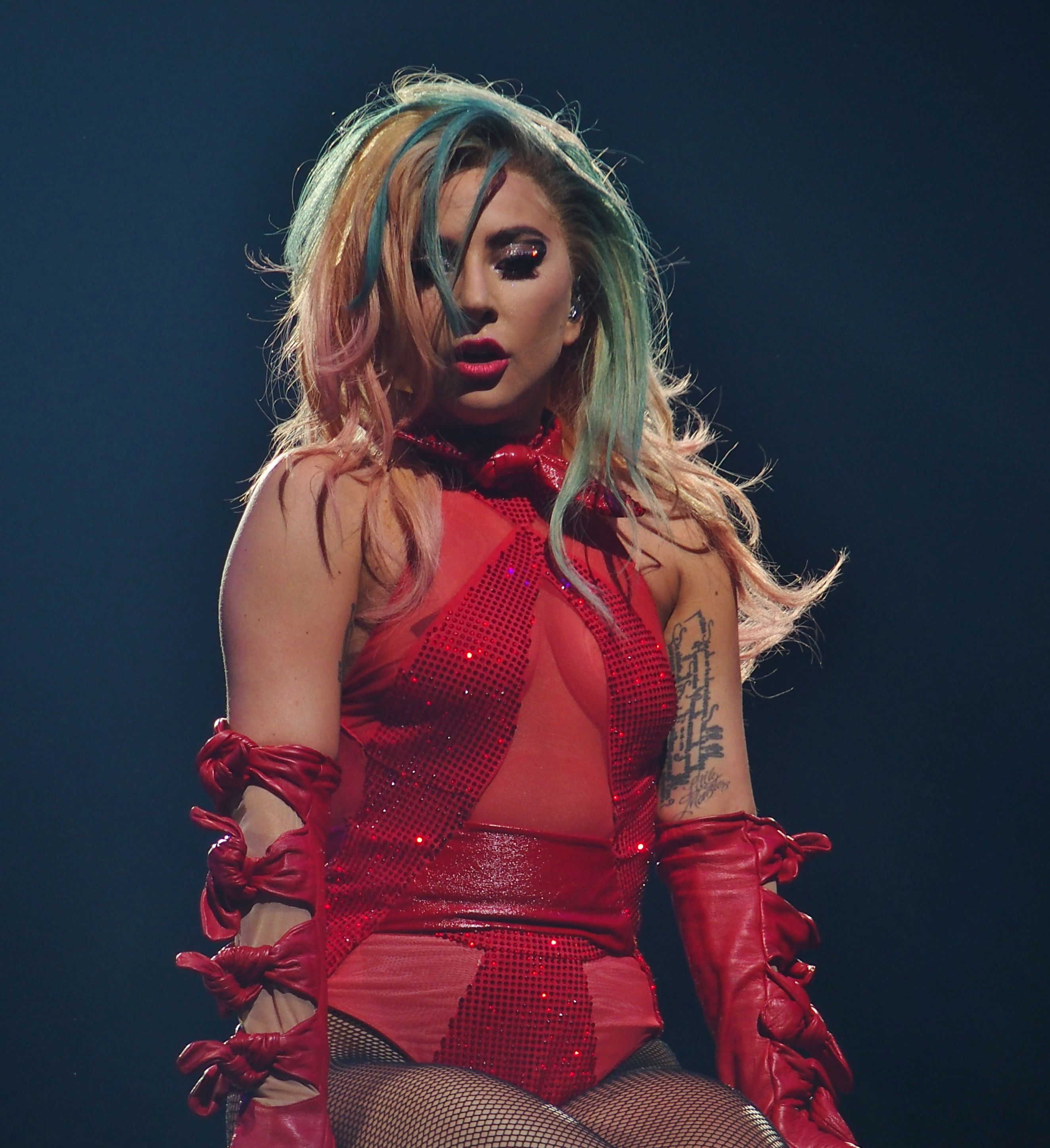
Lady Gaga durante Paparazzi al Joanne World Tour

Paparazzi è stato ben accolto dai critici musicali. Daniel Kreps di Rolling Stone ha paragonato il video musicale a quello di November Rain dei Guns N' Roses. Lo scrittore ha definito un «giramento di stomaco» le macabre scene che ritraggono i cadaveri delle modelle assassinate, ma ha lodato il video per «lo stile così marcatamente cinematografico che impedisce di staccare gli occhi, anche se probabilmente esso finirà con l'essere ritenuto un po' vizioso». Anna Pickard del The Guardian ha elogiato il video, commentando: «Davvero molto lavoro è stato fatto per questo video», ma si è lamentata della sua eccessiva lunghezza.
Nel 2011, il Rolling Stone l'ha definito il secondo brano più bello di Gaga, esaltando il tema del brano e il ritmo. Jill Menze di Billboard, in una recensione del The Fame Ball Tour, ha ricoperto di elogi l'interpretazione di Paparazzi da lui definita «una ballata ossessionata dal desiderio di fama interpretata nella maniera più abile possibile per le sue capacità.» Alexis Petridis del The Guardian ha scritto: «Vi potreste velocemente stancare di ascoltare ripetutamente la melodia dell'album, ma il motivo di Paparazzi si stabilizza nella vostra mente e rifiuterà di muoversi.» Stephen Thomas Erlewine di AllMusic ha apprezzato il brano e ha scritto: «esso funziona simultaneamente come una gloriosa esplosione di ciarpame e una malvagia parodia di ciò.» Ben Norman di About.com l'ha definita una delle sue tre canzoni preferite dell'album e l'ha descritta come «fantastica». Priya Elan del The Times ha scritto: «Anche la triade di canzoni che ripercorre il nucleo dell'album, il motivo della celebrità (Paparazzi, Beautiful, Dirty, Rich e la title track The Fame) non rimugina sulla monotona vacuità della fama, ma piuttosto preferisce osservarla passivamente.» Bill Lamb di About.com ha riconosciuto il brano come la maggior esecuzione artistica di Gaga, «un omaggio al rapporto simbiotico ma dopotutto falso e artificiale tra le celebrità e i loro inarrestabili paparazzi».
Evan Sawdey di PopMatters ha osservato come Paparazzi e il precedente singolo, Poker Face condividano lo sfavillante genere musicale già esplorato in Just Dance. Erika Howard da New Times Broward-Palm Beach l'ha definita la traccia che più fa parlare di sé nell'album. Pitchfork Media ha stilato Paparazzi all'ottantatreesimo posto nella propria classifica dei brani più belli del 2009.

## Successo commerciale
A febbraio 2018, il singolo ha venduto in totale 3 600 000 copie negli Stati Uniti d'America.
Paparazzi si garantisce una prima apparizione nella Official Singles Chart alla posizione 99 il 31 gennaio 2009, grazie alle modeste vendite digitali del singolo in Regno Unito, che permettono la permanenza del brano anche nella settimana successiva. Il 2 maggio 2009, Paparazzi ritorna in classifica alla posizione 87, salendo settimana dopo settimana alla posizione 4, raggiunta il 4 luglio e mantenuta per due settimane non consecutive. In Gran Bretagna, Paparazzi ha bissato il successo del precedente singolo, LoveGame, che si è guadagnato la posizione 19.
Il singolo entra il 14 maggio 2009 nella classifica dell'Irlanda alla posizione 38, solo in formato digitale, e nella settimana successiva sale alla posizione 26, sempre grazie al solo mercato digitale. L'11 giugno 2009, Paparazzi entra nella top 10, occupando la posizione 5 per due settimane ed infine raggiunge la posizione 4 il 2 luglio 2009.
In Italia, Paparazzi esordisce nella classifica FIMI il 30 luglio 2009 in seguito alla pubblicazione del singolo su supporto fisico e, dopo cinque settimane di permanenza, occupa la ventesima posizione. Riesce ad arrivare fino alla 3ª posizione.

## Promozione
Paparazzi è stato il sesto brano della scaletta eseguito da Lady Gaga in apertura al New Kids on the Block: Live.
Lady Gaga ha eseguito il brano in diversi programmi televisivi, tra i quali il britannico The Album Chart Show, tenutosi il 4 febbraio 2009 a Londra, l'AOL Sessions, in onda il 6 marzo 2009 negli Stati Uniti.
Paparazzi era il brano d'apertura del Fame Ball Tour, prima tournée professionale della cantante.
Il 13 settembre 2009, in occasione dell'assegnazione degli MTV Video Music Awards 2009, Lady Gaga ha interpretato il brano in una maestosa scenografia appositamente preparata per l'evento; accompagnata da un nutrito corpo di ballo, l'artista ad inizio performance ha indossato una maschera ed un completo bianco, ballando una complessa coreografia che in parte ricorda quella del video. Dopo aver suonato di sfuggita una parte della canzone al pianoforte, la cantante si è diretta verso il palcoscenico simulando la sua morte. Pur continuando a cantare, Lady Gaga si è abbandonata tra le braccia di due ballerini, scoppiando quindi in falsi gemiti. Al termine della performance si è issata ad un appiglio del soffitto, mostrando il suo corpo e il viso insaguinato.
Paparazzi è stato eseguito come pezzo d'apertura del The Fame Ball Tour, ed è nella scaletta del The Born This Way Ball.
È stato uno dei pezzi chiave del The Monster Ball Tour dove Lady Gaga cantava Paparazzi indossando delle lunghissime extensions a treccia, poco prima di inscenare la propria morte.
Nella versione rivisitata del The Monster Ball Tour, Gaga cantava Paparazzi indossando un reggiseno e delle mutande pirotecnici. Nel 2014 Lady Gaga ha cantato Paparazzi anche durante il suo quarto tour, l'ArtRave: The Artpop Ball, durante il quale cantava il brano con indosso un abito ornato da accessori simili a tentacoli.

## Tracce
UK CD Single / UK 7' Picture Disc Limited Edition
1. Paparazzi (Radio Edit) 03:29
2. Paparazzi (Yuksek Remix) 04:48

UK Promo CD
1. Paparazzi (Yuksek Remix) 04:48
2. Paparazzi (Filthy Dukes Remix) 05:22
3. Paparazzi (James Camareta Remix) 04:28

 UK Promo CD 2
1. Paparazzi (Moto Blanco Club Mix) 08:01
2. Paparazzi (Moto Blanco Edit) 04:07
3. Paparazzi (Stuart Price Remix) 03:20

 Brazilian Remixes Promo
1. Paparazzi (Radio Edit) 03:29
2. Paparazzi (Filthy Dukes Remix) 05:22
3. Paparazzi (Stuart Price Remix) 03:20
4. Paparazzi (Yuksek Remix) 04:48
5. Paparazzi (Moto Blanco Club Mix) 08:01
6. Paparazzi (Moto Blanco Dub) 06:43
7. Paparazzi (Moto Blanco Edit) 04:07
8. Paparazzi (Demo Remix) 03:55
9. Paparazzi (James Camareta Remix) 04:28

 UK Remixes Promo
1. Paparazzi (Radio Edit) 03:29
2. Paparazzi (Filthy Dukes Remix) 05:22
3. Paparazzi (Stuart Price Remix) 03:20
4. Paparazzi (Yuksek Remix) 04:48
5. Paparazzi (Moto Blanco Edit) 04:07
6. Paparazzi (Demo Remix) 03:55
7. Paparazzi (James Camareta Remix) 04:28

French iTunes Remixes EP
1. Paparazzi (Stuart Price Mix) 3.20
2. Paparazzi (Moto Blanco Remix) (Radio Edit) 4.07
3. Paparazzi (Filthy Dukes Mix) 5.22
4. Paparazzi (James Camareta Mix) 4.28

UK iTunes EP
1. Paparazzi (Radio Edit) 3.29
2. Paparazzi (Filthy Dukes Mix) 5.22
3. Paparazzi (Moto Blanco Remix - Radio Version) 4.07
4. Paparazzi (Stuart Price Mix) 3.20
5. Paparazzi (Yuksek Mix) 4.48

## Crediti
- Compositori - Lady Gaga, Rob Fusari
- Produttore - Rob Fusari
- Co-Produttrice - Lady Gaga
- Mixaggio - Robert Orton
- Pianoforte e Sintetizzatore - Lady Gaga
- Programmazione - Calvin “Sci-Fidelty” Gaines[39]

## Classifiche

### Classifiche settimanali
| Classifica (2009-25) | Posizione massima |
| -------------------- | ----------------- |
| Australia            | 2                 |
| Austria              | 3                 |
| Belgio (Fiandre)     | 7                 |
| Belgio (Vallonia)    | 6                 |
| Brasile              | 76                |
| Canada               | 3                 |
| Danimarca            | 12                |
| Europa               | 3                 |
| Finlandia            | 9                 |
| Francia              | 6                 |
| Germania             | 1                 |
| Irlanda              | 4                 |
| Italia               | 3                 |
| Lussemburgo          | 6                 |
| Nuova Zelanda        | 5                 |
| Paesi Bassi          | 17                |
| Regno Unito          | 4                 |
| Repubblica Ceca      | 1                 |
| Russia               | 5                 |
| Singapore            | 26                |
| Spagna               | 46                |
| Stati Uniti          | 6                 |
| Stati Uniti (dance)  | 1                 |
| Svezia               | 22                |
| Svizzera             | 4                 |
| Ucraina              | 1                 |
| Ungheria             | 10                |

### Classifiche di fine anno
| Classifica (2009) | Posizione |
| ----------------- | --------- |
| Australia         | 12        |
| Austria           | 21        |
| Belgio (Fiandre)  | 74        |
| Belgio (Vallonia) | 59        |
| Canada            | 18        |
| Europa            | 34        |
| Francia           | 92        |
| Germania          | 24        |
| Italia            | 24        |
| Paesi Bassi       | 95        |
| Nuova Zelanda     | 41        |
| Regno Unito       | 21        |
| Russia            | 63        |
| Stati Uniti       | 53        |
| Svizzera          | 29        |
| Ucraina           | 46        |
| Ungheria          | 49        |
| Classifica (2010) | Posizione |
| Europa            | 45        |
| Francia           | 61        |
| Stati Uniti       | 64        |
| Ucraina           | 148       |
| Classifica (2011) | Posizione |
| Russia            | 188       |
| Ucraina           | 148       |

### Classifiche decennali
| Classifica (2000-09) | Posizione |
| -------------------- | --------- |
| Australia            | 78        |

## Premi
| Anno | Premio                 | Categoria                    | Risultato |
| ---- | ---------------------- | ---------------------------- | --------- |
| 2009 | MTV Video Music Awards | Miglior regia                | Candidato |
| 2009 | MTV Video Music Awards | Miglior montaggio            | Candidato |
| 2009 | MTV Video Music Awards | Migliori effetti speciali    | Vinto     |
| 2009 | MTV Video Music Awards | Miglior fotografia           | Candidato |
| 2009 | MTV Video Music Awards | Miglior scenografia          | Vinto     |
| 2009 | Premios Fuse TV        | Miglior video del 2009       | Candidato |
| 2009 | UK Music Video Awards  | Miglior video internazionale | Vinto     |

## Pubblicazione
| Nazione     | Data              |
| ----------- | ----------------- |
| Regno Unito | 7 luglio 2009     |
| Australia   | 10 luglio 2009    |
| Italia      | 17 luglio 2009    |
| Stati Uniti | 8 settembre 2009  |
| Germania    | 11 settembre 2009 |
| Francia     | 7 dicembre 2009   |